# Deinococcus radiodurans
Deinococcus radiodurans (tidigare känd som Micrococcus radiodurans) är en grampositiv bakterie som tillhör det aeroba släktet deinococcus. Den är känd i Guinness Book of World Records som världens tuffaste bakterie. Den kan överleva extrem torka, brist på näringsämnen, och extrema strålningsdoser, uppemot tusen gånger mer strålning än vad människan kan. Bakterien, vars namn betyder ”underligt bär som tål strålning”, är den mest strålningsresistenta organismen som hittills upptäckts. Bakteriens namn kommer ifrån att den är formad som ett rött bär och tål extremt höga strålningsdoser.
Detta släkte av bakterier som den tillhör är varken sporbildande eller motilt. D. radiodurans trivs, likt de flesta andra bakterier som tillhör detta släkte, bäst i miljöer som ligger på en temperatur mellan 30 och 37°C.

## Strålningstolerans
D. radiodurans är så motståndskraftig mot strålning på grund av ett effektivt system för DNA-reparation. D. radiodurans använder sig av mekanismer som begränsar nedbrytning av DNA och diffusion av de DNA-fragment som producerats efter att bakterien utsatts för strålning. Dessa mekanismer ökar även effektiviteten hos DNA-reparationsproteiner.

## Historia
D. radiodurans upptäcktes av Arthur W. Anderson år 1956. Upptäckten av denna slags polyextremofil skedde på följande sätt: Man ville fastslå om man kunde sterilisera konserverade produkter genom att utsätta dem för höga doser av gammastrålning. En av köttprodukterna blev så utsatt att all form av liv förstördes. Men trots detta lyckades köttet ruttna vilket ledde till Deinococcus radiodurans upptäckt.

## Förekomst
D. radiodurans har hittats i miljöer som differerar väldigt mycket och återfinns bland annat i elefantdynga och har även visat sig finnas i de torra dalarna på Antarktis, den miljö på jorden som antas ha störst likhet med den på Mars. Det är dock okänt vilken D. radiodurans naturliga livsmiljö är. Det finns ingen plats på jorden som utsätter livsformer för mer än en bråkdel av den mängd strålning D. radiodurans tål. Därför ger inte någon av miljöerna där den upptäckts någon ledtråd till varför bakterien utvecklat ett sådant högt motstånd mot strålning. Egenskapen kan vara relaterad till organismens svar på uttorkning, vilket till skillnad från strålning inte är ovanligt förekommande i naturen. Detta eftersom uttorkning och strålning orsakar liknande typer av skador på DNA.

## Användningsområden
D. radiodurans är inte bara en vetenskaplig kuriositet, den har även stor praktiskt nytta. Bakterien har redan använts för bioremediering av giftigt avfall, och forskare undersöker just nu om den kan användas för DNA-reparering i andra molekyler. D. radiodurans fungerar även som en levande tidskapsel som är kapabel att lagra och bevara data. År 2003 rapporterades ett test där forskare tog texten ut låten It's a Small Small World kodat i D.radiodurans DNA, och upptäckte att meddelandet 100 bakteriegenerationer senare fortfarande fanns kvar.

## Kuriosa
- Online-spelet Anarchy Online innehåller ett item vid namn Deinococcus radiodurans som används i tillverkningen av en "stim" som reducerar skada från radioaktiva källor.[8]
- D. radiodurans har av NASA fått smeknamnet Conan the Bacterium, eftersom den likt sin namngivare Conan the Barbarian är känd för att vara otroligt tuff och klarar av att överleva sådant som av många tros vara dödligt.[7]